# Aplocheilichthys macrurus
Aplocheilichthys macrurus är en fiskart som först beskrevs av Boulenger, 1904.  Aplocheilichthys macrurus ingår i släktet Aplocheilichthys och familjen Poeciliidae. IUCN kategoriserar arten globalt som livskraftig. Inga underarter finns listade i Catalogue of Life.